# Fossillagerstätte

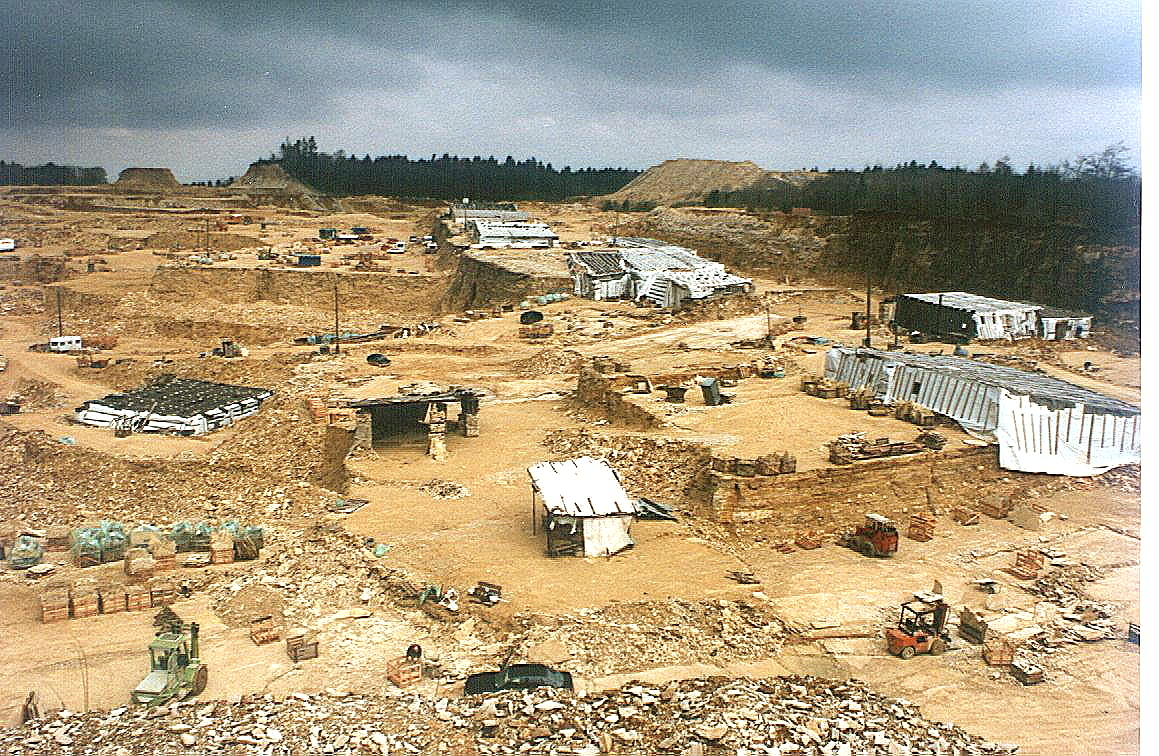
Złoże wapienia obfitego w doskonale zachowane skamieniałości w Solnhofen, Niemcy

Fossillagerstätte, Fossil-lagerstätten, Fossil lagerstätten, Fossil lagerstätte – termin paleontologiczny pochodzący z języka niemieckiego (w dosłownym tłumaczeniu – magazyn skamieniałości, złoże skamieniałości) oznaczający osady z nagromadzeniem wielkiej liczby doskonale zachowanych skamieniałości.
Wyróżnia się dwa podstawowe typy Fossillagerstätte:
1. Konzentrat-Lagerstätten – osady zawierające masowe wystąpienia rozłączonych elementów szkieletowych, np. muszli albo kości, przynajmniej w pewnym stopniu przemieszczone poza obszar śmierci zwierząt i często pochodzące z różnych horyzontów czasowych.
2. Konservat-Lagerstätten – nagromadzenia wyjątkowo dobrze zachowanych skamieniałości, o w większości nierozłączonych elementach szkieletowych i często z zachowanymi częściami miękkimi (lub ich odciskami lub odlewami).  Tworzą się one z reguły w środowiskach o wysokim deficycie tlenu i związanym z tym ubóstwem organizmów dennych (bentosu),  jednocześnie szybkim tempie osadzania się osadu. Umożliwiało to bowiem szybkie pogrzebanie padłych organizmów, a jednocześnie zabezpieczało przed zniszczeniem organizmów przez penetrujące osad denny zwierzęta czy mikroorganizmy.

Fossillagerstätte dostarczają cennych danych paleontologicznych ze względu na dobry stan zachowania i wielką liczbę okazów, a przeważnie także różnorodność taksonomiczną skamieniałości. Jednakże nie mogą być utożsamiane z biocenozą, gdyż z reguły zachowywanie się skamieniałości w nich jest silnie selektywne.
Najbardziej znane Fossillagerstätte:
- Ediacara – fauna ediakaru (tzw. fauna ediakarańska)
- Łupki z Burgess – skamieniałości środkowego kambru
- Mazon Creek – skamieniałości środkowego pensylwanu (karbon)
- Holzmaden – skamieniałości jurajskie, zwłaszcza gady morskie ichtiozaury, plezjozaury
- Solnhofen – skamieniałości najwyższej jury (tyton), w tym szkielety praptaka archeopteryksa
- Messel – skamieniałości eocenu, głównie kręgowców
- bursztyn – różnowiekowe, przeważnie kenozoiczne skamieniałości stawonogów
- Rancho La Brea – skamieniałości wielkich ssaków plejstocenu